# Episodi di Infinity Train (quarta stagione)
La quarta ed ultima stagione della serie animata Infinity Train, intitolata Book Four: Duet, composta da 10 episodi, è stata trasmessa negli Stati Uniti, su HBO Max, Dal 15 aprile 2021.
| n° | Titolo originale     | Titolo italiano | Prima TV USA   | Prima TV Italia |
| -- | -------------------- | --------------- | -------------- | --------------- |
| 1  | The Twin Tapes       |                 | 15 aprile 2021 |                 |
| 2  | The Iceberg Car      |                 | 15 aprile 2021 |                 |
| 3  | The Old West Car     |                 | 15 aprile 2021 |                 |
| 4  | The Pig Baby Car     |                 | 15 aprile 2021 |                 |
| 5  | The Astro Queue Car  |                 | 15 aprile 2021 |                 |
| 6  | The Party Car        |                 | 15 aprile 2021 |                 |
| 7  | The Art Gallery Car  |                 | 15 aprile 2021 |                 |
| 8  | The Mega Maze Car    |                 | 15 aprile 2021 |                 |
| 9  | The Castle Car       |                 | 15 aprile 2021 |                 |
| 10 | The Train to Nowhere |                 | 15 aprile 2021 |                 |